# Sauteria alpina
Sauteria alpina là một loài rêu trong họ Cleveaceae. Loài này được Nees & Bisch. Nees mô tả khoa học đầu tiên năm 1838.